# Clase Bay (1944)
La clase Bay fue una clase de fragatas antiaéreas construidas para la Marina Real británica bajo el Programa de Emergencia de Guerra (War Emergency Programme) de 1943 durante la Segunda Guerra Mundial. Basadas en la Clase Loch, ya que se emplearon cascos modificados de dicha clase, se completaron 26 unidades, de las que seis lo fueron como buques de reconocimiento, y una fue cancelada.
Entre 1959 y 1961 cuatro unidades fueron transferida a la Armada de Portugal en la que, basadas en Mozambique, entre 1966 y 1968 formaron parte de la fuerza de disuasión naval portuguesa contra la Patrulla Beira de la Marina Real, que intentaba hacer cumplir las sanciones impuestas a la República de Rodesia.
En 1966 la Marina portuguesa compró el buque de investigación Dalrymple, que prestó servicio hasta 1983.

## Diseño
Se emplearon cascos de las fragatas clase Loch incompletas, aprovechando también la maquinaria, la superestructura y el mástil de celosía.
Se modificó el armamento para adecuarlo a su nueva misión antiaérea, instalando sendos montajes dobles Mk. XIX, a proa y popa, con cañones QF Mk. XVI de 4 pulgadas. Eran controlados por un telémetro-director Mk. V situado en el puente y un radar tipo 285. La escasez de estas armas se emplearon los desembarcados de las clases V y W así como los de la clase Hunt declarados pérdida total.
La artillería se completaba con dos montajes dobles Mk. V para los cañones Bofors 40/60 mm. que se instalaron en el centro del barco, cada uno con su propio director de tiro. El armamento antiaéreo incluía otros dos montajes dobles Mk. V para cañones Oerlikon de 20/70 mm. en las alas del puente; más adelante fueron sustituidos por montajes sencillos Mk. VII con cañones Bofors a los que se añadieron otros dos similares en el centro del barco sobre plataformas elevadas. 
Como armamento antisubmarino contaba con un lanzador Erizo en la proa del barco y dos rampas y cuatro morteros con 50 cargas de profundidad en la popa.
Los sensores radar, además del citado tipo 285, eran un tipo 291 para alerta aérea y otro tipo 276, luego reemplazado por uno 293, para señalamiento de objetivos y ambos situados en la parte superior del mástil. Otros sensores electrónicos fueron un transpondedor IFF y un radiogoniómetro de alta frecuencia (HF/DF).

## Barcos
Seis de las unidades encargadas fueron completadas con diseños diferentes. Dos de ellas, Dundrum Bay y Gerrans Bay, fueron rebautizados como Alert y Surprise y completadas como yates (buques de despacho) del comandante en jefe (C-in-C) las flotas del Mediterráneo y el Lejano Oriente. En estos barcos se suprimieron el montaje de popa de 4 pulgadas así como los dos montajes Mk. V de cañones Bofors, ampliándose la superestructura para conseguir alojamiento adicional e instalando un palo mayor más alto.
Los otros cuatro barcos se completaron como buques de reconocimiento para poder buscar la gran cantidad de naufragios y minas no cartografiadas que rodeaban a las Islas Británicas. Se les retiró todo el armamento salvo cuatro cañones de salvas de 3 libras (47 mm.). Se acortaron los refugios de proa y fueron dotados de botes de reconocimiento en unos pescantes a la altura de la chimenea y de equipos de barrido de minas a popa.
| Completadas como fragatas                                                   |         |                                    |                                |                          |                          |                          | |
| Buque                                                                       | Numeral | Nombre anterior                    | Constructor                    | Puesta en grada          | Botadura                 | Completada               | Destino |
| HMS Bigbury Bay                                                             | K606    | HMS Loch Carloway                  | Hall Rusell (Aberdeen)         | 30 de mayo de 1944       | 16 de noviembre de 1944  | 10 de julio de 1945      | Vendida a Portugal en 1959, convirtiéndose en la NRP Pacheco Pereira (F337), en servicio hasta 1970          |
| HMS Burghead Bay                                                            | K622    | HMS Loch Harport                   | Charles Hill & Sons. (Bristol) | 21 de septiembre de 1944 | 3 de marzo de 1945       | 20 de septiembre de 1945 | Vendida a Portugal en 1959, convirtiéndose en la NRP Álvares Cabral (F336), en servicio hasta 1971           |
| HMS Cardigan Bay                                                            | K630    | HMS Loch Laxford                   | Henry Robb (Edimburgo)         | 14 de abril de 1944      | 28 de diciembre de 1944  | 25 de junio de 1945      | |
| HMS Carnarvon Bay                                                           | K636    | HMS Loch Maddy                     | Henry Robb (Edimburgo)         | 8 de junio de 1944       | 15 de marzo de 1945      | 20 de septiembre de 1945 | |
| HMS Cawsand Bay                                                             | K644    | HMS Loch Roan                      | Blyth Dry Dock (Blyth)         | 24 de abril de 1944      | 26 de febrero de 1945    | 13 de noviembre de 1945  | |
| HMS Enard Bay                                                               | K435    | HMS Loch Brachdale                 | Smiths Dock (South Bank)       | 27 de mayo de 1944       | 31 de octubre de 1944    | 13 de noviembre de 1945  | |
| HMS Hollesley Bay                                                           | K614    | HMS Loch Fannich                   | Smiths Dock (South Bank)       |                          |                          |                          | Cancelada en 1945                                                                                            |
| HMS Largo Bay                                                               | K423    | HMS Loch Foin                      | William Pickersgill (Hebburn)  | 8 de febrero de 1944     | 3 de octubre de 1944     | 26 de enero de 1945      | |
| HMS Morecambe Bay                                                           | K624    | HMS Loch Heilen                    | William Pickersgill (Hebburn)  | 30 de abril de 1944      | 11 de noviembre de 1944  | 11 de marzo de 1946      | Vendida a Portugal en 1961, convirtiéndose en la NRP Dom Francisco de Almeida (F479), en servicio hasta 1970 |
| HMS Mounts Bay                                                              | K627    | HMS Loch Kilbernie                 | William Pickersgill (Hebburn)  | 23 de octubre de 1944    | 8 de junio de 1945       | 11 de abril de 1949      | Vendida a Portugal en 1961, convirtiéndose en la NRP Vasco da Gama (F478), en servicio hasta 1971            |
| HMS Padstow Bay                                                             | K608    | HMS Loch Coulside                  | Henry Robb (Edimburgo)         | 29 de septiembre de 1944 | 25 de septiembre de 1945 | 11 de marzo de 1946      | |
| HMS Porlock Bay                                                             | K650    | HMS Loch Seaforth, HMS Loch Muick  | Charles Hill & Sons (Bristol)  | 22 de noviembre de 1944  | 14 de junio de 1945      | 8 de marzo de 1946       | |
| HMS Veryan Bay                                                              | K651    | HMS Loch Swannay                   | Charles Hill & Sons (Bristol)  | 8 de junio de 1944       | 11 de noviembre de 1944  | 13 de mayo de 1945       | |
| HMS St Austell Bay                                                          | K634    | HMS Loch Lyddoch                   | Harland & Wolff (Belfast)      | 30 de mayo de 1944       | 18 de noviembre de 1944  | 29 de mayo de 1945       | |
| HMS St Brides Bay                                                           | K600    | HMS Loch Achility                  | Harland & Wolff (Belfast)      | 30 de mayo de 1944       | 16 de enero de 1945      | 6 de septiembre de 1945  | |
| HMS Start Bay                                                               | K604    | HMS Loch Arklet                    | Harland & Wolff (Belfast)      | 31 de agosto de 1944     | 15 de febrero de 1945    | 10 de julio de 1945      | |
| HMS Tremadoc Bay                                                            | K605    | HMS Loch Arnish                    | Harland & Wolff (Belfast)      | 31 de agosto de 1944     | 29 de marzo de 1945      | 11 de octubre de 1945    | |
| HMS Whitesand Bay                                                           | K633    | HMS Loch Lubnaig                   | Harland & Wolff (Belfast)      | 8 de agosto de 1944      | 16 de diciembre de 1944  | 30 de julio de 1945      | |
| HMS Widemouth Bay                                                           | K615    | HMS Loch Frisa                     | Harland & Wolff (Belfast)      | 24 de abril de 1944      | 19 de octubre de 1944    | 30 de julio de 1945      | |
| HMS Wigtown Bay                                                             | K616    | HMS Loch Garasdale                 | Harland & Wolff (Belfast)      | 24 de octubre de 1944    | 26 de abril de 1945      | 19 de enero de 1946      | |
| Completadas como yates (buques de despacho) del comandante en jefe (C-in-C) |         |                                    |                                |                          |                          |                          | |
| Alert                                                                       | K647    | HMS Dundrum Bay, HMS Loch Scamdale | Blyth Dry Dock (Blyth)         | 28 de julio de 1944      | 10 de julio de 1945      | 24 de octubre de 1946    | |
| Surprise                                                                    | K346    | HMS Gerrans Bay, HMS Loch Carron   | Smiths Dock (South Bank)       | 21 de abril de 1944      | 14 de marzo de 1945      | 9 de septiembre de 1946  | |
| Completadas como buques de reconocimiento                                   |         |                                    |                                |                          |                          |                          | |
| Cook                                                                        | K638    | HMS Pegwell Bay, HMS Loch Mochrum  | William Pickersgill (Hebburn)  | 30 de noviembre de 1944  | 24 de septiembre de 1945 | 20 de julio de 1950      | |
| Dalrymple                                                                   | K427    | HMS Luce Bay, HMS Loch Glass       | William Pickersgill (Hebburn)  | 29 de abril de 1944      | 12 de abril de 1945      | 10 de febrero de 1949    | Vendida a Portugal en 1966, convirtiéndose en el NRP Afonso de Albuquerque (A526), en servicio hasta 1983    |
| Dampier                                                                     | K611    | HMS Herne Bay, HMS Loch Eil        | Smiths Dock (South Bank)       | 7 de agosto de 1944      | 15 de mayo de 1945       | 14 de junio de 1948      | |
| Owen                                                                        | K640    | HMS Thurso Bay, HMS Loch Muick     | Hall Rusell (Aberdeen)         |                          |                          |                          | |